# Ho Sogn
Ho Sogn var et sogn i Varde Provsti (Ribe Stift). 27. november 2016 (1. søndag i advent) blev sognet lagt sammen med Oksby Sogn og Mosevrå Sogn til Blåvandshuk Sogn.
I 1800-tallet var Oksby Sogn anneks til Ho Sogn. Begge sogne hørte til Vester Horne Herred i Ribe Amt. Ho-Oksby sognekommune blev ved kommunalreformen i 1970 indlemmet i Blåvandshuk Kommune, som ved strukturreformen i 2007 indgik i Varde Kommune.
I Ho Sogn ligger Ho Kirke.
I sognet findes følgende autoriserede stednavne:
- Benknolde (areal)
- Boldbjerge (areal)
- Bredmose (bebyggelse, ejerlav)
- Grenen (areal)
- Grønningen (areal)
- Havnegrøften (vandløb)
- Ho (bebyggelse, ejerlav)
- Hobo Dyb (vandareal)
- Husbjerg (areal)
- Højeknolde (areal)
- Langli (areal, bebyggelse)
- Nyland (areal)
- Nørballe (bebyggelse)
- Oksby Klitplantage (areal)
- Olieknolde (areal)
- Sibirien (areal)
- Skalling Ende (areal)
- Skallingen (areal, bebyggelse)
- Svenskeknolde (areal)
- Sønderballe (bebyggelse)
- Tipmose (areal)
- Vesterballe (bebyggelse)